# Проханов, Ярослав Иванович
Яросла́в Ива́нович Проха́нов (31 июля 1902, Железноводск, Российская империя — 14 февраля 1965, Ленинград) — советский ботаник, систематик, географ, генетик, доктор биологических наук, профессор.

## Биография

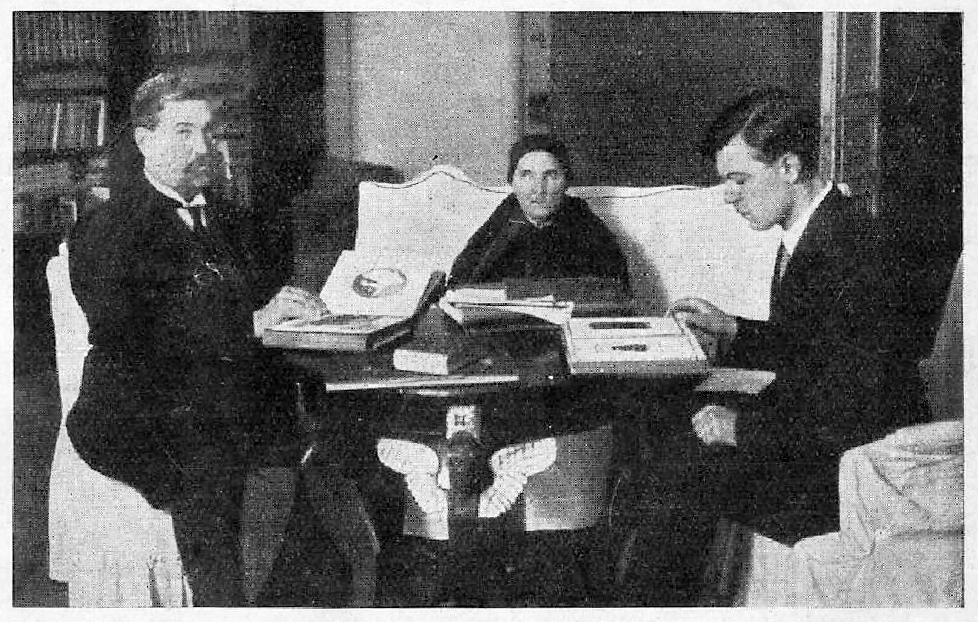
Юный Ярослав с отцом и бабушкой

Родился в семье инженера, религиозного и политического деятеля Ивана Проханова, впоследствии руководителя Всероссийского союза евангельских христиан. Рос в Петрограде, куда переехала семья.
Летом 1919 году Иван Проханов, опасаясь преследований со стороны Советской власти, отправил семью на юг, в Тифлис, к родителям жены. Однако Гражданская война не дала им добраться до места назначения — в пути Ярослав тяжело заболел тифом, но смог оправиться, семья смогла добраться только до Владикавказа, где его мать скончалась от холеры. Во Владикавказе в ту пору жил их дядя Василий Проханов, и Ярослав с братом Всеволодом нашли приют в его доме. Лишь через несколько месяцев они смогли попасть в Тифлис.
Во время пребывания на Кавказе уже проявилась склонность Ярослава к ботанике: он занимался ботаникой в Тифлисе у известного знатока флоры Кавказа Дмитрия Сосновского.
В 1921 году с большими сложностями братьям Прохановым удалось вернуться в Петроград. В это время отец был арестован и находился в трудовом лагере. Ярослав поступил в Петроградский университет. Во время учёбы в университете Проханов был назначен экскурсоводом по оранжереям Главного ботанического сада (ныне — Ботанический институт имени Комарова).
В 1926 году в результате несчастного случая погиб младший брат Всеволод. В 1929 году его отец был вынужден эмигрировать.
По окончании университета Проханов был оставлен при кафедре для подготовки диссертации по роду молочай. Долгое время провёл в экспедициях. Однако диссертацию защитить не удалось: по причине политической неблагонадёжности (сын «служителя культа») он был выслан в 1935 году на пять лет в Куйбышев, где устроился работать в местный ботанический сад.
22 июля 1938 года он был арестован по обвинениям по статьям 58-10 и 58-11. Уголовное дело было прекращено постановлением УНКВД Ленинграда 20 сентября 1939 года «за отсутствием состава преступления».
Только в 1940 году он защитил кандидатскую диссертацию в Ленинграде, после чего был зачислен в докторантуру, вновь получив возможность жить и работать в столичных городах. Но уже в 1941 году он вновь вынужден удалиться в провинцию.
С 1941 по 1943 год он работал учителем биологии в сельской школе в Хвалынском районе Саратовской области. После открытия в Будённовске сельскохозяйственного института летом 1944 года Проханов занял в нём должность заведующего кафедрой ботаники. Он продолжил работу над докторской диссертаций, которую успешно защитил 9 апреля 1947 года в Ботаническом институте АН СССР.
В 1948 году Проханов возглавил кафедру ботаники в Ставропольском педагогическом институте, 21 мая 1949 годы он был утверждён в звании профессора. Будучи одним из сотрудников Николая Вавилова и разделяя его взгляды и убеждения, Ярослав Проханов продолжал, невзирая на сложившуюся в СССР обстановку, учить студентов классической генетике. Это не осталось безнаказанным, его изгнали из института.
После тяжёлой болезни, во многом вызванной преследованиями, Проханов с женой переехал в Махачкалу, где занял кафедру ботаники Дагестанского сельскохозяйственного института. В Махачкале он перевёл на русский язык «Международные правила (кодексы) ботанической номенклатуры», написал несколько книг. В 1960-х годах сменившееся в стране руководство полностью реабилитировало Проханова. Ему предложили вернуться в Ленинград, однако он не мог оставить свою кафедру так внезапно.
Но вскоре он заболел раком пищевода и скончался 14 февраля 1965 года. Похоронен на Зеленогорском кладбище (участок 8, ряд 1, могила № 11).

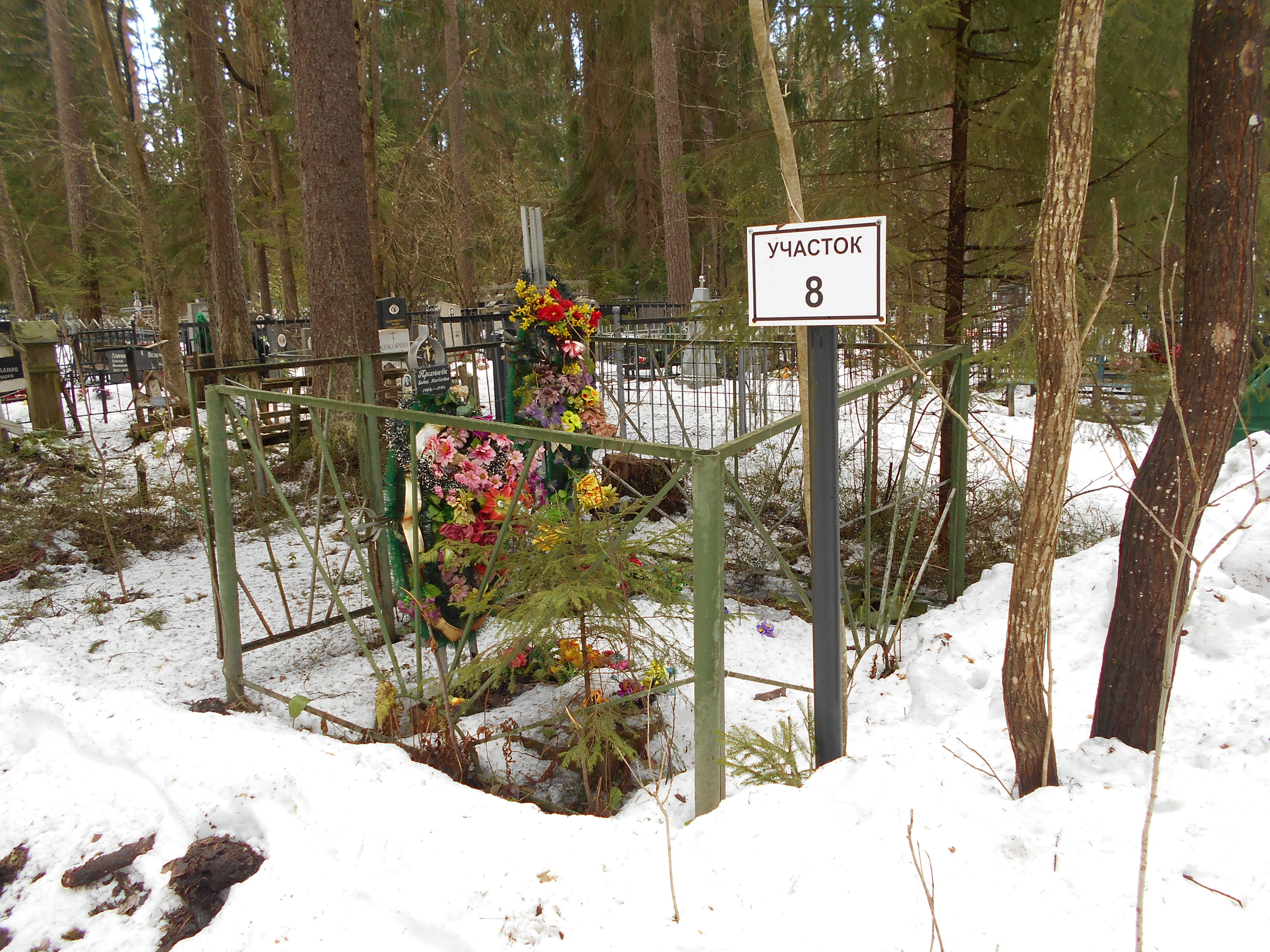
Могила Я. И. Проханова

## Научная деятельность
Первая научная работа Ярослава Проханова была опубликована в 1922 году, в ней сообщалось о находке новинки для флоры северо-запада европейской части СССР ряски горбатой (Lemna gibba L.). В это же время по предложению Владимира Комарова Проханов занимался обработкой восточноазиатских представителей рода Рубус (Rubus L.) и открыл три новых вида.
Во время экспедиции в Монголию в 1926 году Проханов совместно с Николаем Иконниковым-Галицким собирал гербарий. По собранной коллекции в последующем Ярослав Проханов установил пять новых видов рода Лук (Allium L.).
По договору со Всесоюзным научно-исследовательским институтом каучука и гуттаперчи в 1929 году Проханов предпринял монографическую обработку молочаев Средней Азии, опубликованную в 1933 году, которую специалисты оценивают как первую капитальную работу по молочаям этого огромного региона.
Однако темой диссертации вопреки ожиданиям стал вовсе не молочай, а другие растения: «К познанию культурных луков и чесноков Китая и Японии».
В 1932 году труды молодого учёного заметили и оценили в Всесоюзном институте растениеводства, куда он был приглашён на работу. По поручению Николая Вавилова Проханов занялся изучением видов рода Хлопчатник (Gossypium L.), для чего неоднократно посещал Ташкент (1931, 1932), Ганджоу (1932). В 1947 году за работу «Хлопчатник и его дикие родичи» Ярослав Проханов был удостоен премии имени Комарова.
Но всё же основным объектом внимания Ярослава Проханова остался молочай. В 1941 году в первом и последнем выпуске трудов Куйбышевского ботанического сада была опубликована его монография «Молочай в Среднем Поволжье».
По предложению Бориса Шишкина Ярослав Проханов занимался обработкой родов Молочай (Euphorbia L.) и семейства Бересклетовые (Celastraceae R.Br.) для издания многотомной «Флоры СССР».
Среди других работ Проханова можно отметить труды по проблеме вида культурных и дикорастущих растений (1965), таксономии и проблеме происхождения однодольных (1958, 1964), теории эволюции (1964).